# Jacques Delannoy
Jacques Delannoy (* 5. August 1912 in Douai; † 1958) war ein französischer Fußballspieler.

## Vereinskarriere
Delannoy gehörte zu der Mannschaft, die dem Verein Olympique Lille im Verlauf der Saison 1931/32 die Qualifikation für die Division 1 einbrachte, die 1932 als nationale Profiliga neu geschaffen wurde. Er stand auf dem Platz, als Lille am 11. September 1932 sein erstes Spiel in der höchsten französischen Spielklasse bestritt und dabei mit 1:2 verlor. Der Stürmer lief in den folgenden Jahren weiterhin für den Verein auf, schaffte aber nie den Sprung in die Liste der besten Torschützen.
Die Spielzeit 1936/37 bestritt er beim Ligakonkurrenten Red Star Paris. danach kehrte er nach Lille zurück und erreichte mit der Mannschaft das nationale Pokalfinale 1939; er wurde in dem Endspiel aufgeboten, verpasste jedoch aufgrund einer 1:3-Niederlage gegen Racing Paris einen möglichen Titelgewinn. Im selben Jahr wurde der reguläre Spielbetrieb durch den Beginn des Zweiten Weltkriegs unterbrochen, und an dessen Wiederaufnahme im Jahr 1944 war Delannoy nicht mehr beteiligt. Von 1946 an war er als Amateurtrainer tätig.

## Nationalmannschaft
Am 5. Juli 1932 debütierte Delannoy für die französische Nationalelf, als er bei einem Auswärtsspiel in Jugoslawien zum Einsatz kam. Das Freundschaftsspiel endete mit einer 1:2-Niederlage und stellte zugleich die einzige Berufung für den Stürmer aus Lille in den Kreis der Nationalmannschaft dar.